# 1898 no desporto

## Xadrez
- 1 de junho a 25 de julho - Torneio de xadrez de Viena de 1898, vencido por Siegbert Tarrasch.[1]

## Futebol
- 8 de maio - O Genoa vence o Inter Torino por 2 a 1 e torna-se o primeiro campeão italiano.[2]
- 21 de agosto - Fundação do Club de Regatas Vasco da Gama, na cidade do Rio de Janeiro.

## Nascimentos
| Data            | Nome              | Profissão            | Nacionalidade | Observações | Ref   |
| --------------- | ----------------- | -------------------- | ------------- | ----------- | ----- |
| 9 de fevereiro  | Helene Engelmann  | patinadora artística | Áustria       | m. 1985     | [ 3 ] |
| 18 de fevereiro | Enzo Ferrari      | fundador da Ferrari  | Itália        | m. 1988     | [ 4 ] |
| 9 de junho      | Luigi Fagioli     | automobilista        | Itália        | m. 1952     | [ 5 ] |
| 3 de agosto     | Otto Preißecker   | patinador artístico  | Áustria       | m. 1963     | [ 6 ] |
| 15 de outubro   | Boughèra El Ouafi | atleta, maratonista  | França        | m. 1959     | [ 7 ] |
| 1 de novembro   | Arthur Legat      | automobilista        | Bélgica       | m. 1960     | [ 8 ] |

## Mortes
| Data | Nome | Profissão | Nacionalidade | Observações | Ref |
| ---- | ---- | --------- | ------------- | ----------- | --- |